# 조지 프레더릭 라이트
조지 프레더릭 라이트(영어: George Frederick Wright, 1838년 1월 22일~1921년 4월 21일)는 미국의 성직자이자 지질학자이다. 딕슨 목사(A. C. Dixon)는 진화론에 반대하는 글을 조지 프레더릭 라이트에게 부탁하기도 했다. 조지는 미국에서 진화론을 옹호했던 사람 중 한 명이었다. 후일 기독교 근본주의로 노선을 변경한다.

## 생애
1838년 뉴욕 북부의 농가에서 태어났다. 열 일곱살에 집을 떠나 오벌린 대학에 진학했다. 1859년 졸업하였고 신학부에 등록했다. 군 복무 이후 3년만에 과정을 마쳤다. 이후 10년 간 버몬트 주의 한 작은 회중 교회에서 목회했다. 목사로 지내는 동안 여가 시간을 주변 지역을 탐사하고 지역 지질학, 빙하 퇴적물을 연구하는 데 보냈다. 찰스 다윈의 《종의 기원》, 찰스 라이엘의 《인간의 오랜 기원에 대한 지질학적 증거》(Geological Evidences of the Antiquity of Man, 1863)을 읽으며 진화론에 관심을 가지고 공부하기도 했다. 이 같은 활동을 통해 그는 과학과 신앙 사이의 조화를 모색했다.
1872년 매사추세츠 주의 앤도버 자유 교회로 옮겨 목회를 계속했다. 당시 미국 신학자들은 다윈의 이론에 관심을 갖기 시작했고 조지 역시 논쟁에 참여하게 되었다. 이 과정에서 〈선사 고고학에 대한 최근 연구들〉(Recent Works on Prehistoric Archaeology)를 《비블리오테카 사크라》(Bibliotheca Sacra) 저널에 기고했다. 이 시기에 보스턴의 과학 서클에서 식물학자 애서 그레이(Asa Gray)를 만나 기독교화된 다윈주의(Christianized Darwinism)의 영향을 받는다. 이 둘의 협력에 의해 조지는 다윈주의 논쟁에 있어 중요한 저작인 5부작 논문 〈과학과 종교의 관계에 관한 최근 저작들〉(on the Relation of Science to Religion)을 쓴다.
1881년 오하이오주 오벌린 신학교 신약 언어 및 문헌학 교수로 자리를 옮겼다. 이때부터 기독교 근본주의 운동과 연대하기 시작했다.
이때문에 그는 주류 과학계와 점점 멀어졌다.

## 주요 입장
종교와 과학이 서로를 배척하지 않는다는 입장을 가지고 있었다. 애서 그레이(Asa Gray)가 쓴 문장 중 "일반적으로 사건과 작용은 단순히 처음에 전달된 힘 덕분에 지속되지만, 가끔씩, 오직 가끔씩만, 하나님은 그 일에 직접 손을 대신다"라는 구절에 깊이 공감했다.
인간의 오랜 기원에 관한 문제에 대해서 중도적인 입장을 취했다. 종들의 자연적인 기원과 하나님, 기적, 인간의 특별 창조 모두를 옹호했다. 계보다 넓은 분류학적 집단에 대해서는 특별 창조 가능성을 인정했다. 그보다 작은 단계의 분류학 집단에 대해서는 자연 선택에 의해 종 분화가 일어났다고 하였다.
성경이 '구원을 위해 알고 믿고 준수할 필요가 있는' 일들을 예외로 한다면 오류가 없지는 않다고 하였다. 성경의 저자들은 과학, 역사 등에 대해 서술할 때는 그 시대 사람들과 비슷한 수준의 지식을 가지고 있었을 것이라 했다. 창세기가 쓰여진 경위는 다신론에 대한 반대때문이었지, 실제 역사를 기록한 것이 아니라고 보았다. 구약의 족보에 대해서는 지구의 역사가 짧다고 해석하기보다는 "그리스도가 다윗의 자손이자 아브라함의 후손임을 입증하려는 의도"에서 작성된 것으로 보았다.
1881년부터 기독교 근본주의로 노선을 변경한다. 1882년 창세기의 날들을 하나하나의 긴 시대로 보는 '날-시대 이론'을 부정했다. 1890년대에는 창세기가 다신론에 대한 반대 때문에 쓰여졌다는 기존의 입장을 바꾸었다.
우주적인 진화를 옹호한 허버트 스펜서, 존 피스크(John Fiske, 1842-1901) 등을 비판했다. 자연선택이 입증되지 않았다고 비판하였다. 빙하기는 한번뿐이었다고 주장했다. 20세기 초에는 동일과정설을 공개 비판했다.

## 평가

### 긍정적 평가
딕슨(A. C. Dixon) 목사는 조지를 과학적, 신학적 지식을 두루 갖추었으며 "진화라는 엉뚱한 개념을 수많은 사람들의 머리에서 몰아낼" 논문을 써줄만한 적임자라고 보았다. 1872년 메사추세츠 주에 거주하는 동안 여가 시간을 활용해 지질학 연구를 함으로써 동료 과학자들에게 인정을 받았고 이에 따라 보스턴의 과학 서클에 출입할 수 있게 되었다. 근본주의자가 되기 전에는 다윈의 이론과 성경의 창조를 조화시켜 설명하려고 함으로써 다윈 이론으로 인한 심리적 충격을 완화시켰다. 찰스 다윈은 조지의 이런 노력에 대해 "힘 있게 썼고 대단히 분명하다"고 평가했다.

### 부정적 평가
1892년 《인간과 빙하기》(Man and the Glacial Period)를 출판하면서 조지는 북미에서 인간이 출현한 시기와 동일한 단 한번의 빙하기를 상정했는데, 이를 통해 몇몇 지질학자들의 신뢰를 잃었다. 그가 근본주의자가 되기 전에는 여러 과학자들이 그가 과학계에 참여한 것을 환영했었으나, 근본주의자가 된 이후에는 분위기가 변했다. 미국 지질조사원(The United States Geological Survey)의 토마스 챔벌린(Thomas C. Chamberlin, 1843-1928), 맥기(W. J. McGee, 1853-1912)는 그의 '빙하기가 한번뿐이었다'는 주장을 비판했다. 챔벌린은 조지가 인간과 빙하기에 대한 증거를 잘못 해석했으며, 더 이상 미국 지질조사원의 부회원이 아님에도 책에서 자신을 그렇게 소개했다는 점에서 독자들을 교묘히 속이고 있다고 비난하였다. 맥기는 사이언스 지에서 조지를 "악당", "얼간이", "목사 교수"라고 비난하였고, "《인간과 빙하기》가 없었다면 세상은 더 지혜로워졌을 것"이라 맹렬히 비판했다. 또한 맥기는 조지를 "독약을 처방하는 돌팔이"이며, "과학계에서 그런 흉악한 욕심쟁이들이 사라졌으면 좋겠다"고 하였다. 조지의 변호와 다르게, 과학계에서 수집되는 증거들은 단한번의 빙하기를 부정하는 쪽으로 나타났다.

## 저서
- 《Story of My Life》(1875)[4]
- 《과학과 종교 연구》(Studies in Science and Religion, 1882)
- 《Studies》
- 《성경의 신적 권위》(The Divine Authority of Bible, 1884)[13]
- 《북미의 빙하시대: 빙하시대와 인간의 오랜 기원의 관계》(The Ice Age in North America: And Its Bearing Upon the Antiquity of Man, 1889)[19]
- 《인간과 빙하기》(Man and the Glacial Period, 1892): 그의 책 중 가장 논쟁적인 책이었다.[20]
- 《구약 역사의 과학적 증거》(Scientific Confirmations of Old Testament History, 1906)[21]

## 기사
- 〈선사 고고학에 대한 최근 연구들〉(Recent Works on Prehistoric Archaeology)
- 〈과학과 종교의 관계에 관한 최근 저작들〉(on the Relation of Science to Religion)[7]
- 〈Exaggeration of the Issues between Science and Religion〉(1883)[22]
- 〈Professor Wright and Some of His Critics〉(1885)[13]
- 〈The Debt of the Church to Asa Gray〉(1888)[5]
- 〈Transcendental Science〉(1889)[15]
- 〈Darwin on Herbert Spencer〉(1889)[15]
- 〈The Divine Method of Producing Living Species〉[10]
- 〈Editorial Note on Genesis and Geology〉(1897)[22]
- 〈Story fo My Life and Work〉(1916)[2]

## 참고 문헌
- 로널드 L. 넘버스 (2016). 《창조론자들》. 새물결플러스. ISBN 9791186409558.

## 같이 보기
- 창조주의
- 진화